# AMEOS Klinikum Seepark Geestland
Das AMEOS Klinikum Seepark Geestland ist ein Schwerpunktklinikum für Psychiatrie und Psychotherapie in Langen-Debstedt, Geestland. Das Klinikum gehört seit dem 1. Juli 2014 zur AMEOS-Gruppe, zuvor gehörte es zur DRK-Stiftung Wesermünde. Vor der Übernahme hieß das Klinikum „Seepark-Klinik“.
Die 2 Außenstellen des Klinikums (in Osterholz-Scharmbeck und Cuxhaven) haben jeweils eine Tagesklinik und eine Psychiatrische Institutsambulanz.

## Einrichtung
Es gibt insgesamt 4 Fachgebiete: Psychiatrie und Psychotherapie, Anästhesiologie und operative Intensivmedizin, Urologie und Kinderurologie, Orthopädie und Unfallchirurgie. 
Das gesamte Klinikum verfügt über 252 Betten. 124 Betten davon gehören zu den 6 Vollstationen der Klinik für Psychiatrie und Psychotherapie.
Die Tagesklinik im Haupthaus hat 21 Behandlungsplätze, während die Tageskliniken in Cuxhaven und in Osterholz-Scharmbeck jeweils 20 Behandlungsplätze haben.